# Traslazione delle reliquie di san Matteo

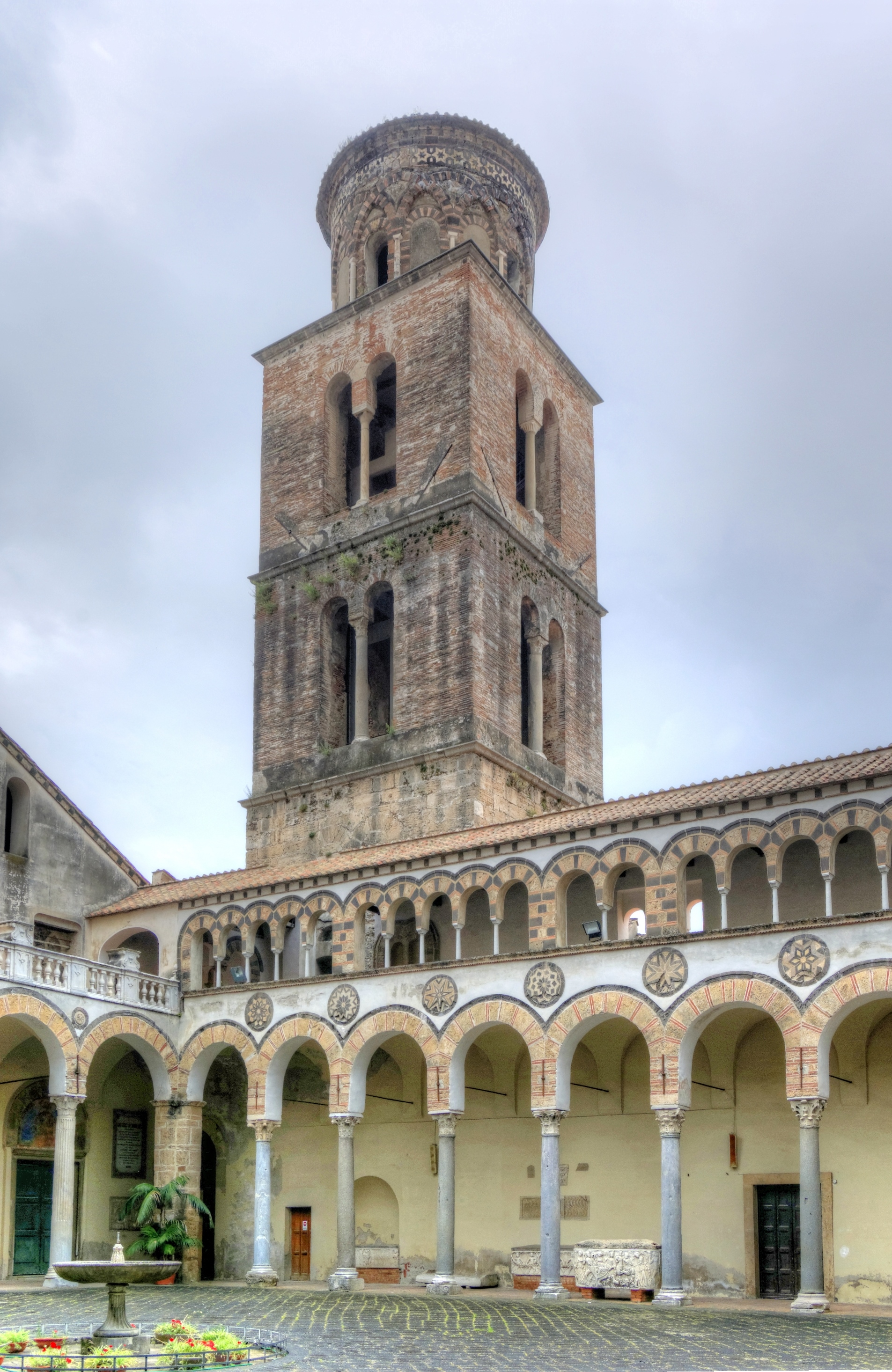
Il duomo normanno di Salerno, sede destinataria delle reliquie e del culto di San Matteo

La traslazione delle reliquie di san Matteo è una tradizione agiografica altomedievale, fiorita nel Meridione d'Italia, nell'ambiente letterario e religioso della Langobardia Minor. Tale tradizione narra del rinvenimento in Lucania delle reliquie del santo e della loro successiva solenne traslazione a Salerno, per volere del suo principe longobardo Gisulfo I. Quelle stesse reliquie furono poi trasferite nel duomo di Salerno dai principi normanni.

## Testimonianze e documenti
- Chronicon Salernitanum. La più antica testimonianza della tradizione, tra quelle sopravvissute, è, al capitolo 165, il Chronicon Salernitanum, cronaca anonima della seconda metà del X secolo, scritta all'incirca nel 978[1].
- Translatio sancti Mathei. Un dettagliato racconto della traslazione è contenuto anche nella Translatio sancti Mathei apostoli et evangeliste, un testo della latinità medievale tramandato in un codice membranaceo risalente agli anni a cavallo tra XI e XII secolo, conservato nella sala capitolare della cattedrale di Benevento[2]. Il racconto della translatio beneventana fu poi incorporato nella liturgia salernitana, forse già in età normanna, al tempo dell'arcivescovo di Salerno Alfano I[3]: il Breviarium Salernitanae Ecclesiae[4] la contiene interamente, fatta eccezione per una variante iniziale che Acocella tende ad attribuire a un errore nella compilazione amanuense del Breviario[3].
- Chronicon Cavense. Nessun valore documentale va invece attribuito al Chronicon Cavense, opera del cosiddetto presunto "Annalista Salernitanus" (opera da non confondere con gli autentici Annales Cavenses[5]): a lungo considerato autentico e degno di nota, il Chronicon Cavense è stato definitivamente relegato dalla filologia nel novero delle opere spurie, un falso messo in piedi nel 1751 dal prete ed erudito Francesco Maria Pratilli, smascherato solo un secolo dopo, nel 1847[6], dall'accurata esegesi di Georg Heinrich Pertz e Rudolf Köpke[7][8][9].

## Datazione degli eventi
L'anonimo autore del Chronicon Salernitanum narra di un evento avvenuto qualche decennio prima della sua compilazione, del quale egli fu forse testimone diretto, ma del quale non precisa il dato cronologico, né per quanto riguarda il ritrovamento delle reliquie, né per quanto riguarda la traslazione: la tradizionale datazione di entrambi gli eventi al 954 è indicata dagli Annales Cavenses e dagli Annales Beneventani, ed è accolta dai cronisti successivi.
La data del 954 è peraltro accettata dalla critica odierna, anche sulla base di elementi testuali e cronologici impliciti nella narrazione dell'ignoto cronista salernitano. La data del 6 maggio, per celebrazione della traslazione delle reliquie, è invece attribuita per via di tradizione e da tempo immemorabile.

### Fonti primarie
- Chronicon Salernitanum, ca. 990
- Translatio sancti Mathei apostoli et evangeliste (XI-XII secolo)
- Annales Cavenses, MGH, SS. III,  ed. Pertz 1839
- Annales Beneventani, MGH, SS. III,  ed. Pertz 1839

### Letteratura storiografica
- Nicola Acocella, La traslazione di san Matteo. Documenti e testimonianze, Salerno, Grafica Di Giacomo, 1954
- Alfred Poncelet, Catalogus codicum hagiographicorum latinorum bibliothecae Capituli ecclesiae cathedralis Beneventanae, in "Analecta Bollandiana", LI (1933), p. 343 e 352
- Ernesto Pontieri, Tra i Normanni nell'Italia Meridionale, Morano, 1948 (2ª edizione 1964, Napoli, Edizioni scientifiche italiane)
- Bartolomeo Capasso, Le fonti della storia delle provincie napolitane dal 568 al 1500, edizione E. Oreste Mastrojanni, Napoli, 1902 (ristampa anastatica, Arnaldo Forni Editore, 1997 ISBN 88-271-0140-3)
- Georg Heinrich Pertz e Rudolf Köpke, Über das Chronicon Cavense und andere von Pratillo herausgegebene Quellenschriften, in "Archiv der Gesellschaft für ältere deutsche Geschichtskunde", IX (1847), Hannover, pp. 1–239
- Bartolommeo Capasso, La Cronaca Napoletana di Ubaldo edita dal Pratilli nel 1751 ora stampata nuovamente e dimostrata una impostura del secolo scorso, Napoli, 1855
- Nicola Cilento, Il falsario della storia dei Longobardi meridionali: Francesco Maria Pratilli (1689-1763) in Italia meridionale longobarda, Riccardo Ricciardi editore,  2ª edizione, Milano-Napoli, 1971
- Massimo Oldoni, Romualdo Guarna, Dizionario Biografico degli Italiani, Vol. LX, Istituto dell'Enciclopedia Italiana Treccani
- Filippo Papa, Le traslazioni delle reliquie di S. Matteo Apostolo tra storia e leggenda, «Rassegna Storica dei Comuni», anno IX (n.s.; 1983), fasc. 13-14, pp. 52–56.